# Димитър Кесяков
Димитър Кесяков е български предприемач и общественик.

## Биография
Роден е в Пловдив. Деец е на Пловдивското македоно-одринско дружество. В 1924 година създава фабриката за циментови изделия „Мозайка“.